# Horsing Around
Horsing Around (br.: Salvem ele) é um filme de curta-metragem estadunidense de 1957, dirigido por Jules White. É o 180º de um total de 190 de uma série de comédia pastelão que os Três Patetas estrelaram para a Columbia Pictures entre 1934 e 1959. É também uma sequência de Hoofs and Goofs.

## Enredo
Joe lê em um jornal que o cavalo de circo Schnapps sofreu um ferimento e poderá ser sacrificado. Moe e Larry lhe falam para esquecer disso e se preocupar com a irmã Bertie. Ela reencarnou como uma égua e deu à luz um potro, estando todos juntos na mesma casa. Durante o café da manhã Bertie revela que seu companheiro é Schnapss e quer que os Patetas a levem até ele.
O trio parte até a cidade próxima numa carroça puxada por Bertie para resgatarem o animal ameaçado. Ao chegarem lá, eles enganam o cuidador míope responsável por sacrificar Schnapss, com Larry e Moe se disfarçando com uma fantasia de cavalo, enquanto Joe o tira da tenda. No final, há o reencontro dos equinos, que trocam beijos para alegria dos Patetas.

## Produção
Harriette Tarler novamente dubla a voz de Bertie, a égua reencarnada, e também aparece rapidamente no papel da amazona do circo. As filmagens foram realizadas entre 19 a 21 de novembro de 1956.
Horsing Around conta com Moe e Larry com penteados mais arrumados, por sugestão de Joe Besser. Contudo, as novas aparências tinham que aparecer moderadamente, pois, como a maioria dos curtas com Besser eram refilmagens de exemplares antigos da série, as novas cenas tinham que combinar com as antigas.
Horsing Around foi filmado antes do filme anterior da série Guns a Poppin!, mais ele foi lançado depois.